# Kloritjon

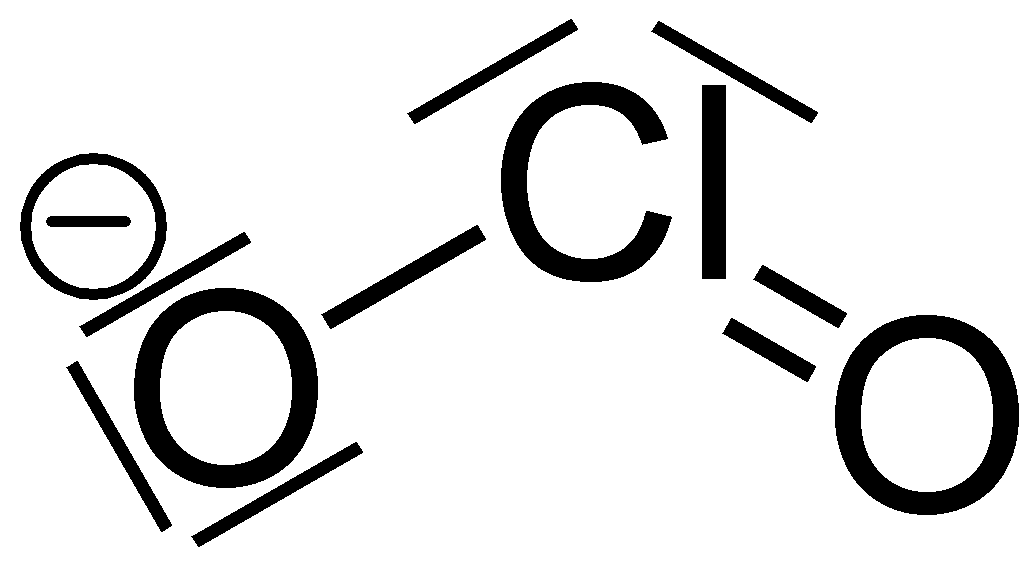
Strukturformel för en kloritjon.

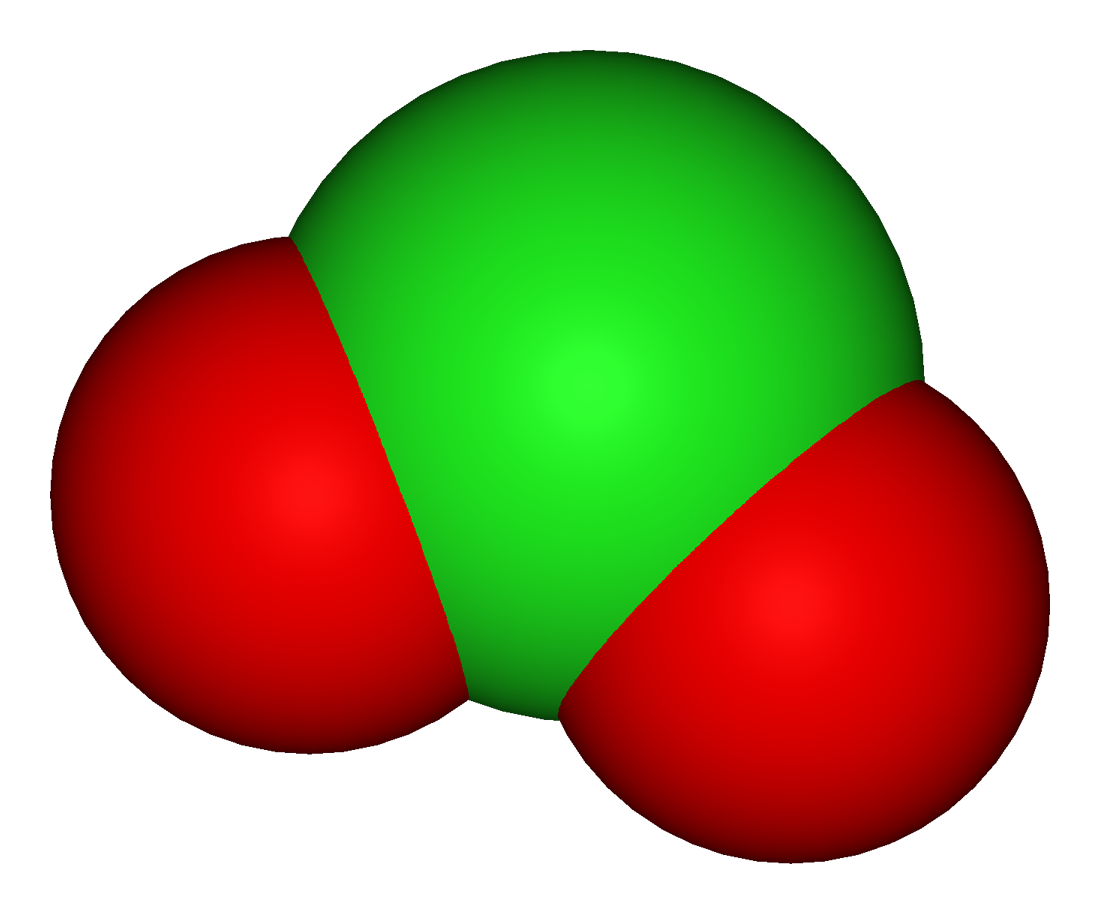
Molekylmodell av en kloritjon.

Kloriter är salter av klorsyrlighet och innehåller klorit-jonen ClO2−.
Klorsyrlighet är instabil och kan bara existera löst i vatten i låga koncentrationer. Därför är det i stället natriumklorit som är den huvudsakligt använda formen av klorit. Kloriter av tungmetaller (bly, kvicksilver, titan och silver) och av koppar och ammonium är explosiva och känsliga för stötar och värme.